# Анатолий Васильевич Фиолетов
Анато́лий Васильевич Фиоле́тов (настоящее имя Ната́н Беньями́нович Шор; 26 июля 1897, Одесса — 27 ноября 1918, Одесса) — русский поэт одесского круга, участник объединений «Коллектив поэтов», «Зелёная лампа». При жизни был издан единственный сборник стихов (1914), но его роль в литературной жизни 1910-х годов и его влияние на творчество современников достаточно значительны, несмотря на раннюю гибель автора.

## Биография
Родился 14 июля (по старому стилю) 1897 года в Одессе, в семье брацлавского второй гильдии купеческого сына Беньямина Хаимовича Шора (1867—1901) и Куни Герц—Мойшевны Бергер (1876—?), дочери одесского мещанина. Родители заключили брак 23 августа 1896 года. После смерти отца 27 апреля 1901 года в Никополе, мать вернулась в Одессу и вторично в 1907 году вышла замуж за белоцерковского мещанина Аврума-Дувида Иоселевича Рапопорта и переехала в Санкт-Петербург, а оба сына остались жить с дедом — Герцом-Мойшей Иосифовичем Бергером.
После окончания еврейской частной гимназии И. Р. Рапопорта поступил на юридический факультет Новороссийского университета; в 1917 году, студентом был мобилизован для работы в Одесском уголовном розыске по распоряжению Временного правительства. После отмены распоряжения вновь вернулся на работу в уголовный розыск державной варты — как считал Бунин, по идейным соображениям, но другие мемуаристы обычно в качестве причины называли просто любовь молодого поэта к острым ощущениям. В уголовном розыске он работал вместе с младшим братом Осипом, по прозвищу «Остап». Был убит в ноябре 1918 года в результате столкновения с бандитами (по одной из версий, которую, в частности, отстаивал его друг В. Катаев, его по ошибке приняли за брата, но особых оснований предпочесть именно эту версию нет).

## Семья
- Сестра (по матери) — художник-постановщик (по костюмам) Эльза Давыдовна Рапопорт (1913—1998), заслуженный художник РСФСР.
- Жена — Зинаида Константиновна Шишова (Брухнова, 1898—1977), автор стихотворного сборника «Пенаты» (Одесса, 1918), популярных в СССР исторических повестей и литературных мемуаров, написанных в поздние годы.
- Племянник (сын двоюродной сестры) — поэт и литературовед Леонид Натанович Чертков.

## Творчество
В первых опубликованных стихах, по-юношески эпатажных, Фиолетов примыкал к эгофутуристам (сборник «Зелёные Агаты: Поэзы». Одесса: Изд-во С. Силвера, 1914. — 32 с.), позднее начал вырабатывать собственную манеру, снискавшую ему репутацию одного из самых талантливых молодых поэтов того круга, в который в конце 1910-х гг. входили Багрицкий, Инбер, Ставров и др.

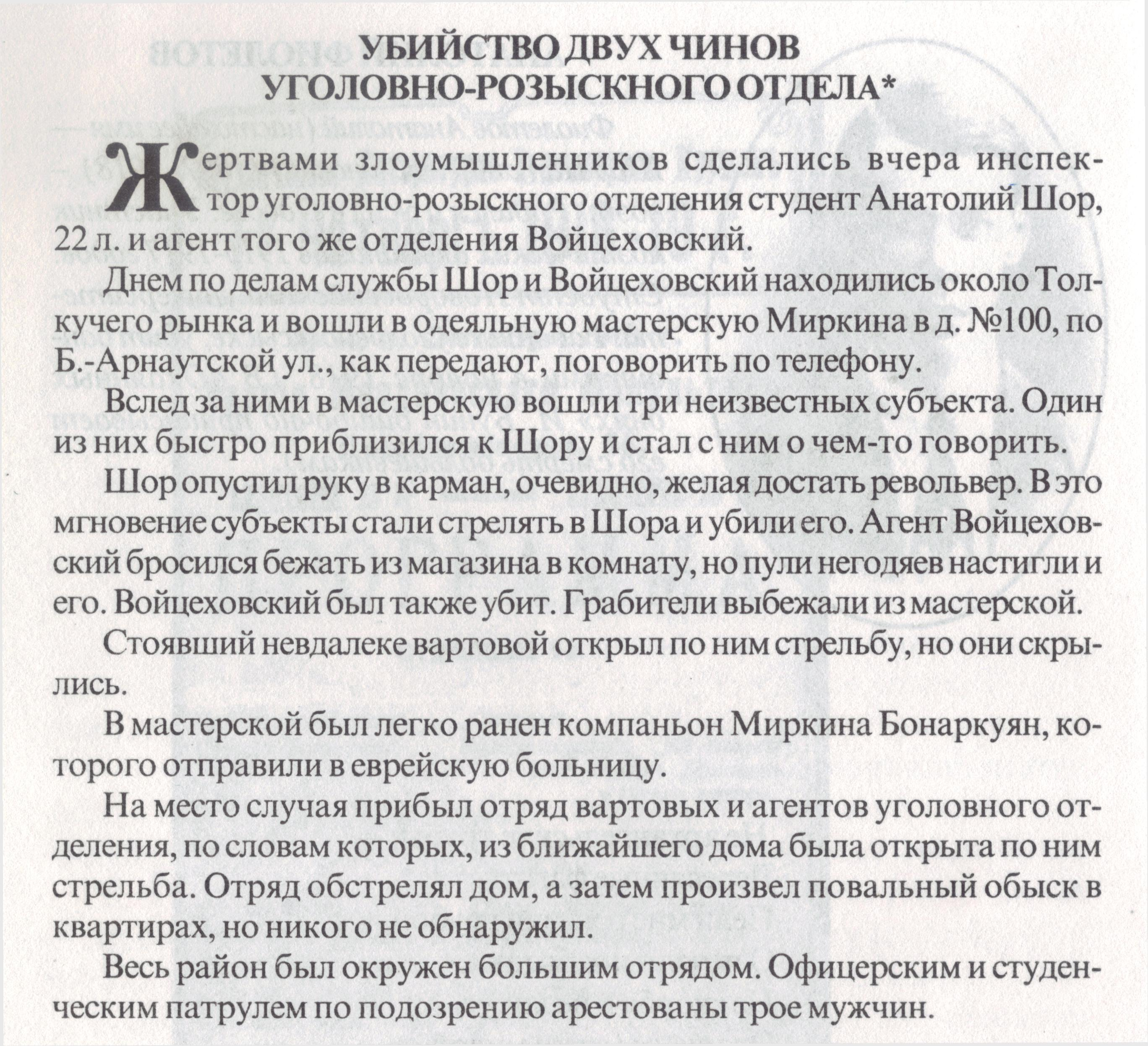
Заметка об убийстве в "Одесских новостях" от 15 (28) ноября 1918

Стихи Фиолетова ценил Бунин, процитировавший одно его четверостишие в «Окаянных днях»; воспоминания о Фиолетове есть и в поздней автобиографической прозе В. Катаева. Характерно следующее высказывание мемуариста: «Я не раз слышал <…> признания от старших товарищей Багрицкого или Катаева, — что они многим обязаны Анатолию Фиолетову-Шору, его таланту, смелому вкусу». Последние стихи Фиолетова отличаются тонкостью, особым сочетанием иронии и хрупкости, трогательным отношением к животным. Мемуаристы в один голос называют их «прелестными». Его четверостишие
Как много самообладания
У лошадей простого звания,
Не обращающих внимания
На трудности существования
цитирует Бунин; в то же время, по-видимому, именно эти строки повлияли на известное стихотворение Маяковского «Хорошее отношение к лошадям» (1918).

## Издания
- Анатолий Фиолетов. «О лошадях простого звания», Одесса, 2000. — 94 с.